# Schönberg (Mecklenburg)
Schönberg ist eine Stadt im Landkreis Nordwestmecklenburg in Mecklenburg-Vorpommern (Deutschland). Sie ist Verwaltungssitz des Amtes Schönberger Land, dem neben den Städten Schönberg und Dassow sechs weitere Gemeinden angehören. Schönberg ist ein Grundzentrum für seine Umgebung. Die Stadt war historisch die Hauptstadt des zu Mecklenburg-Strelitz gehörigen Fürstentums Ratzeburg.

## Geografie

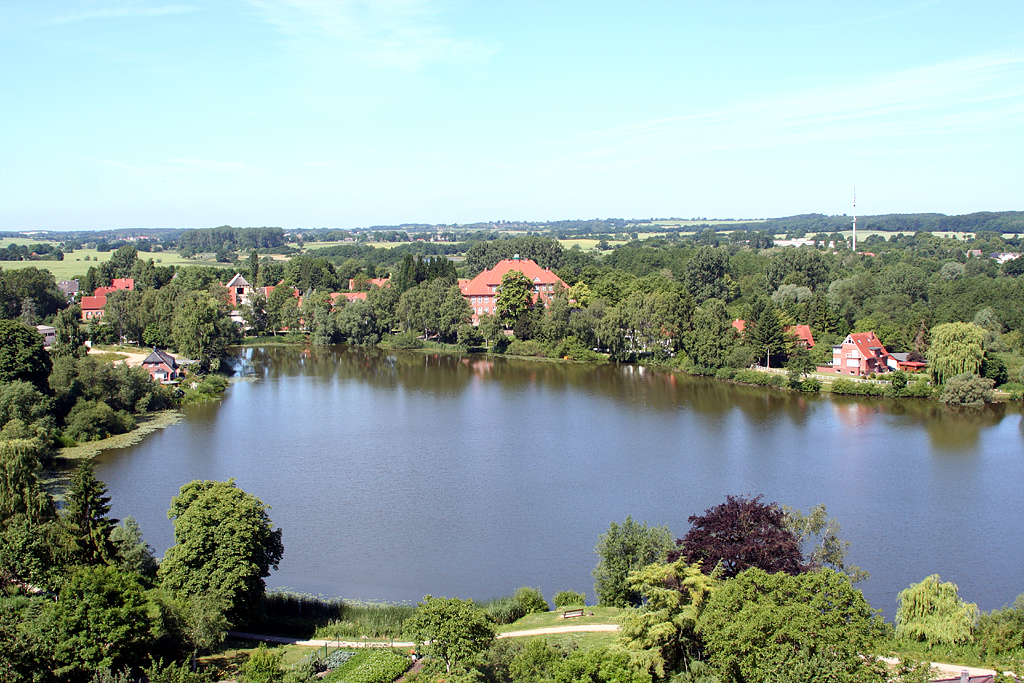
Oberteich

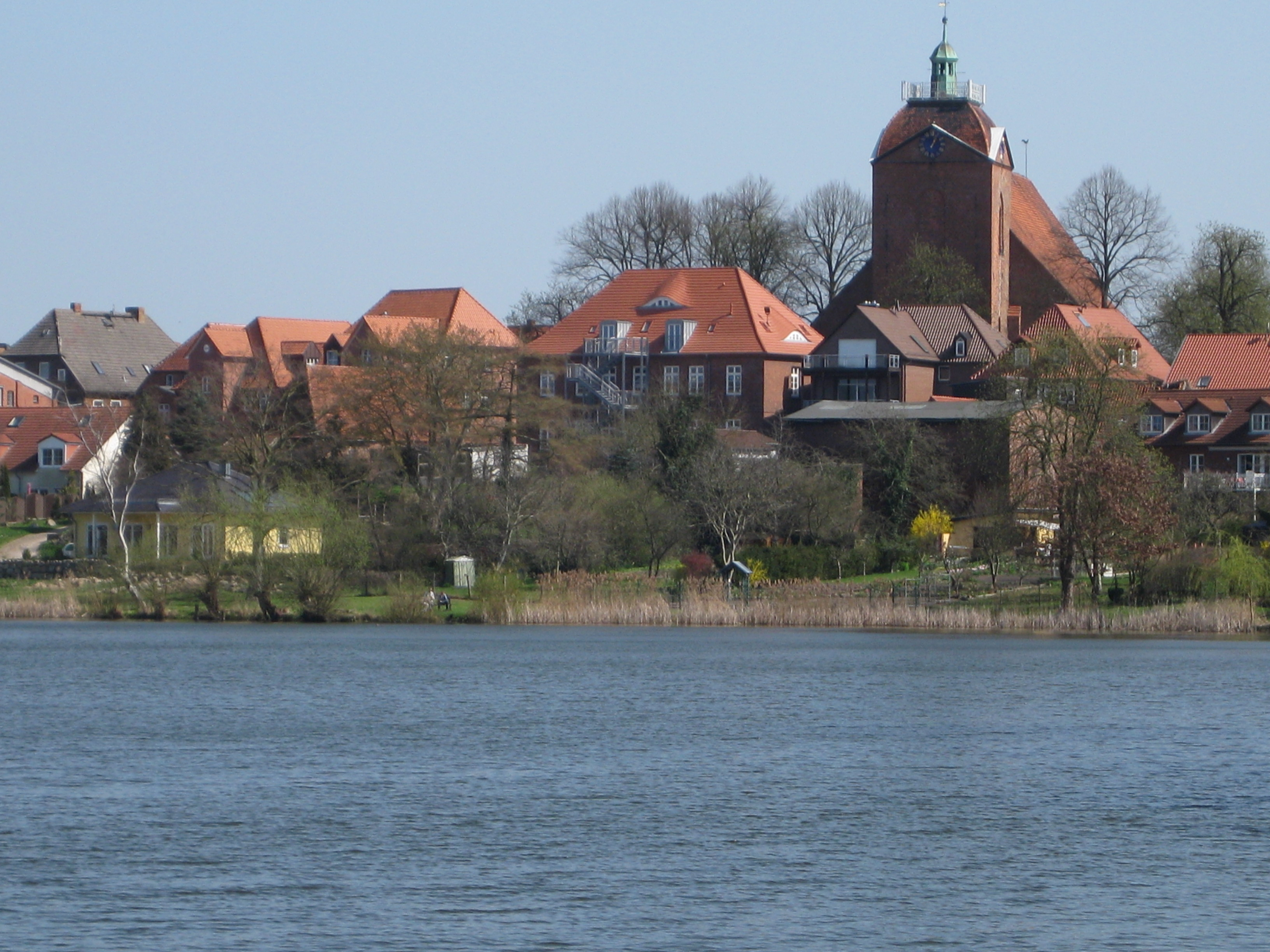
Blick über den Oberteich auf die St.-Laurentius-Kirche

### Geografische Lage
Schönberg liegt etwa 15 Kilometer östlich von Lübeck am Fluss Maurine. Das hügelige Gebiet östlich und westlich des Maurinetals erreicht Höhen bis 83 m ü. NHN (Bockholzberg).
Stehende Gewässer im Ortsbereich sind der in der Stadt gelegene Oberteich mit einer Größe von elf Hektar, die Rupensdorfer Teiche und der Schilfteich.
Die Gemeinde ist Teil der Metropolregion Hamburg und liegt im Einzugsbereich der Großstadt Lübeck.

### Stadtgliederung
Bis 1937 bestand Schönberg aus drei rechtlich selbstständigen Gemeinden:
- der Stadt Schönberg, deren Gebiet vom Ratzeburger Ende bis zum Kalten Damm reichte
- der Gemeinde Amtsgebiet Schönberg um die Amtsstraße (zwischenzeitlich Straße des Friedens) und die Lübecker Straße mit den Verwaltungsgebäuden
- der Gemeinde Bauhof Schönberg, der Domäne Bauhof an der Dassower Straße, dem ehemaligen bischöflichen Tafelgut, deren Pächter gleichzeitig Gemeindevorsteher war.[3]

Zu Schönberg gehören heute folgende Ortsteile:
| - Groß Bünsdorf - Hof Lockwisch - Klein Bünsdorf | - Kleinfeld - Lockwisch - Malzow | - Petersberg - Retelsdorf - Rupensdorf | - Sabow |

### Nachbargemeinden
In Uhrzeigerrichtung, beginnend im Norden, grenzen folgende Städte und Gemeinden an Schönberg: Dassow, Stepenitztal, Menzendorf, Roduchelstorf, Siemz-Niendorf, Lüdersdorf und Selmsdorf.

## Geschichte

### Vom 13. Jahrhundert bis heute

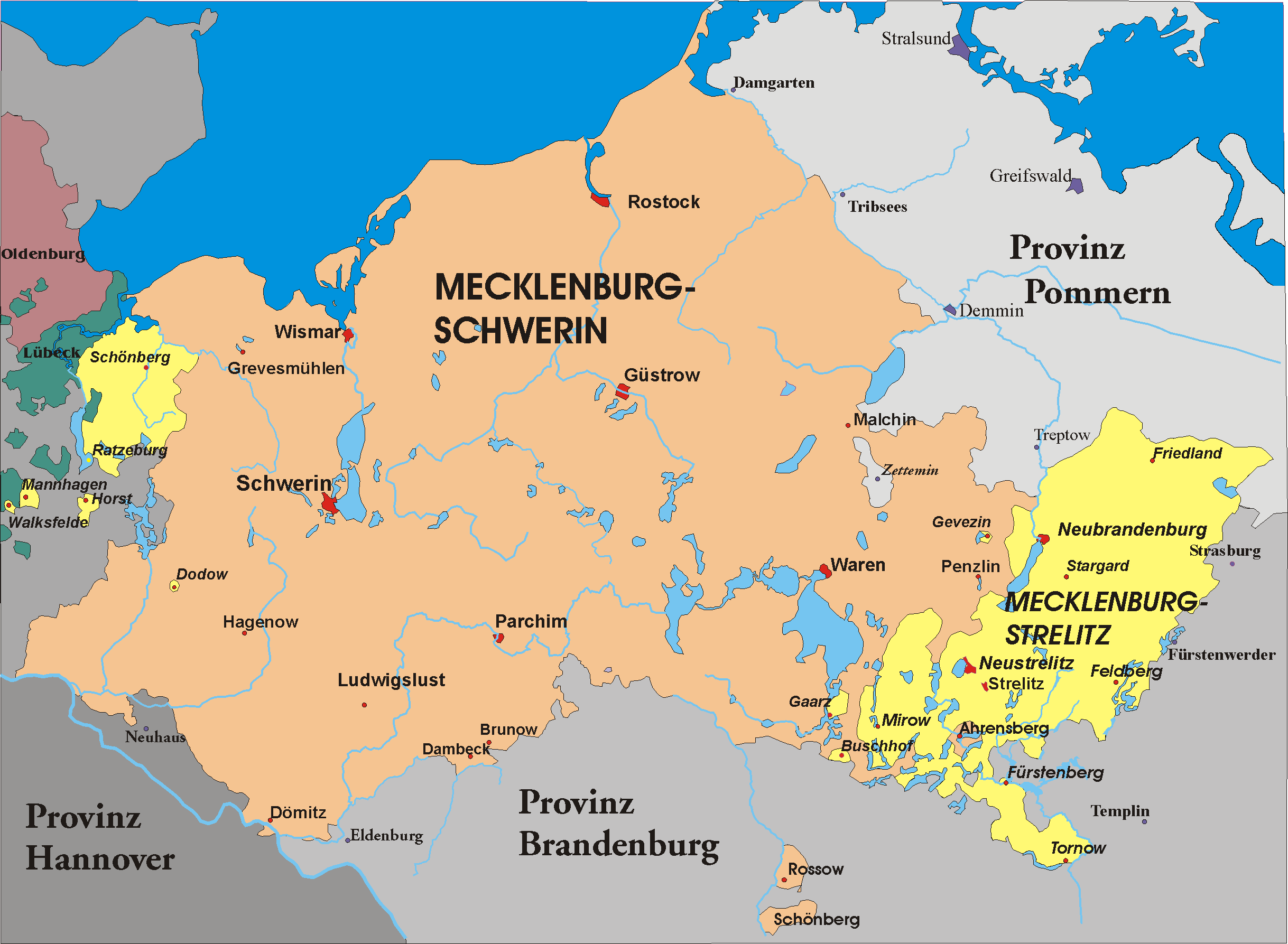
Fürstentum Ratzeburg mit dem Hauptort Schönberg, westliche Exklave des Herzogtums Mecklenburg-Strelitz (Karte: 1866–1934)

Schönberg wurde 1219 als Sconenberge erstmals urkundlich erwähnt. Es wurde Anfang des 14. Jahrhunderts unter Bischof Markward von Jesowe Residenz der Bischöfe von Ratzeburg. Das Hochstift Ratzeburg, allgemein Land Boitin genannt, fiel nach dem Dreißigjährigen Krieg als Fürstentum Ratzeburg an Mecklenburg und gehörte ab 1701 zum Herzogtum Mecklenburg-Strelitz.
Die Ortsteile Malzow (als Malsowe) und Rupensdorf (als Rubenestorp) wurden bereits 1194 im Isfriedschen Teilungsvertrag erstmals urkundlich erwähnt.
Während der Befreiungskriege wurde Schönberg am 4. September 1813 Schauplatz eines Scharmützels zwischen den sich zurückziehenden französischen Truppen unter François Antoine Lallemand und Soldaten der Hanseatischen Legion unter dem Major Friedrich Wilhelm Ludwig von Arnim-Suckow, der am folgenden Tag bei Wesloe fiel. In dessen Verlauf zerstörten die französischen Truppen die Brücke über die Maurine und setzten die Häuser an der Straße, die zur Brücke führte, in Brand. 21 Häuser wurden dabei zerstört.
1822 erhielt Schönberg als Hauptort und Verwaltungssitz der Exklave das Stadtrecht. Verwaltungsbehörde war die Landvogtei für das Fürstentum Ratzeburg, Eingangsgericht das Justizamt der Landvogtei für das Fürstentum Ratzeburg. 1879 entstand das Amtsgericht Schönberg. Nach der Reichseinigung von 1871 stand Schönberg im wirtschaftlichen Schatten des benachbarten Lübeck.
1821 wurde zunächst eine Holländerwindmühle, 1848 unmittelbar daneben an der Maurine, die heute noch als Wohngebäude genutzte Friedrich-Wilhelm-Mühle erbaut. 1907 wurde die Windmühle in den Nachbarort Selmsdorf umgesetzt und brannte dort am 13. März 1922 ab. 
1905 kaufte Anton Oltmann aus der holsteinisch-mecklenburgischen Müllerfamilie Oltmann beide Mühlen. 1908 baute Oltmann in der Wassermühle eine 56 PS-Turbine ein, 1921 einen Walzenstuhl. Beides wurde von der Mühlenbauanstalt Amme, Giesecke & Konegen geliefert. Die Wassermühle blieb bis 1945 im Besitz der Familie. Ab 1945 wurde die Mühle treuhänderisch verwaltet, 1952 wurde der Müller Hans Oltmann, wie viele andere Müller, enteignet und die Mühle  in das „Eigentum des Volkes“ überführt. Die Mühle war noch bis 1992 in Betrieb.
1934 wurden die Ämter Grevesmühlen und Schönberg im Zuge der Wiedervereinigung der beiden Mecklenburgs zum Landkreis Schönberg zusammengelegt, Sitz der Kreisverwaltung war Schönberg.
Die Kreisverwaltung wurde 1949 in das 20 Kilometer östlich gelegene Grevesmühlen verlegt.
Durch die Lage an der innerdeutschen Grenze wurde die Stadt hart getroffen und erholt sich seit der Wiedervereinigung langsam. Der Altstadtkern wurde ab 1994 mit Hilfe der Städtebauförderung gründlich saniert.
Im August 2018 geriet Schönberg bundesweit in die Schlagzeilen, weil Unbekannte zweimal Hakenkreuze an eine Stelle im Ort gemalt hatten, an der zuvor ein syrisches Kind bei einem Unfall ums Leben gekommen war.
Von 1952 bis 1994 gehörte Schönberg zum Kreis Grevesmühlen (bis 1990 im DDR-Bezirk Rostock, 1990–1994 im Land Mecklenburg-Vorpommern). Seit 1994 liegt die Stadt im Landkreis Nordwestmecklenburg.

### Eingemeindungen
Am 1. April 1937 wurde die Gemeinde Amtsgebiet Schönberg und am 1. April 1938 die Gemeinde Bauhof Schönberg in Schönberg eingemeindet. Am 1. Juli 1950 wurden die Gemeinden Groß Bünsdorf, Klein Bünsdorf, Kleinfeld und Rupensdorf sowie am 1. Januar 1951 Petersberg eingegliedert. Am 1. Januar 2019 wurde die Gemeinde Lockwisch in die Stadt Schönberg eingemeindet. Lockwisch wurde bis dahin vom Amt Schönberger Land mit Sitz in der Stadt Schönberg verwaltet.

## Bevölkerung
| Jahr | Einwohner |
| ---- | --------- |
| 1990 | 4655      |
| 1995 | 4357      |
| 2000 | 4462      |
| 2005 | 4462      |
| 2010 | 4335      |
| 2015 | 4347      |

| Jahr | Einwohner |
| ---- | --------- |
| 2020 | 4699      |
| 2021 | 4676      |
| 2022 | 4711      |
| 2023 | 4674      |

 Stand: 31. Dezember des jeweiligen Jahres

## Politik

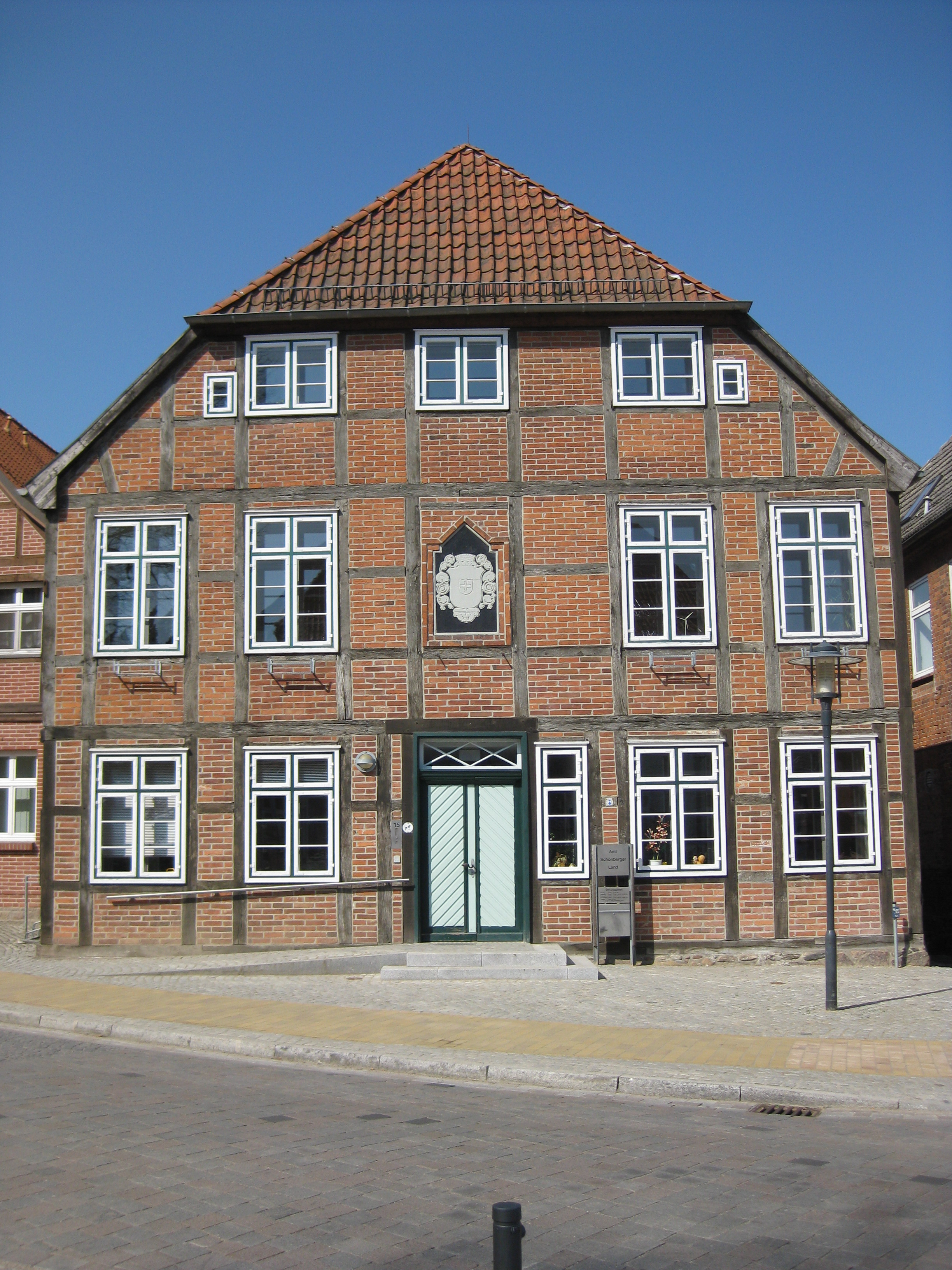
Schönberger Rathaus in Fachwerkbauweise (Markt 15)

### Stadtvertretung
Die Stadtvertretung von Schönberg besteht aus 16 Mitgliedern. Die Kommunalwahl am 9. Juni 2024 führte bei einer Wahlbeteiligung von 60,5 % zu folgendem Ergebnis:
| Partei / Wählergruppe                        | Stimmenanteil 2019 | Sitze 2019 |  | Stimmenanteil 2024 | Sitze 2024 |
| -------------------------------------------- | ------------------ | ---------- |  | ------------------ | ---------- |
| SPD                                          | 19,9 %             | 4          |  | 44,6 %             | 7          |
| Kommunale Wählergemeinschaft Schönberg (KWG) | 46,7 %             | 8          |  | 37,8 %             | 6          |
| CDU                                          | 16,7 %             | 3          |  | 16,8 %             | 3          |
| Einzelbewerber Egbert Lippold                | –                  | –          |  | 00,8 %             | –          |
| Die Linke                                    | 12,7 %             | 2          |  | –                  | –          |
| Einzelbewerber Rainer Jörke                  | 02,9 %             | 1          |  | –                  | –          |
| Einzelbewerber Burkhard Golla                | 01,1 %             | –          |  | –                  | –          |
| Insgesamt                                    | 100 %              | 18         |  | 100 %              | 16         |

### Bürgermeister
- 1873–1914: Ludwig Bicker[15]
- 1914–1920: Karl Koch
- 1926–1933: Karl Koch
- 2004–2009: Michael Heinze (Die Linke)
- 2009–2011: Lutz Götze (Die Linke)
- 2011–2014: Michael Heinze (Die Linke)
- 2014–2019: Lutz Götze (SPD)
- 2019–2024: Stephan Korn (Kommunale Wählergemeinschaft Schönberg)
- seit 2024: Lutz Götze (SPD)

Nach der Kommunalwahl 2004 war Michael Heinze (Die Linke) Bürgermeister der Stadt. Mit über 72 % der abgegebenen Stimmen wurde er bei den Kommunalwahlen am 7. Juni 2009 wiedergewählt. Als danach bekannt geworden war, dass Heinze bis 1989 neben seiner früheren Funktion als Kommandeur der Grenztruppen der DDR auch Inoffizieller Mitarbeiter des Ministeriums für Staatssicherheit war, wurde er am 14. Juli 2009 vom Stadtrat (Mehrheitsentscheidung) seines Amtes enthoben. Die genannten Vorgänge wurden ab August 2009 vom Innenministerium des Landes überprüft. Am 12. November 2009 wurde Lutz Götze (Die Linke) zum stellvertretenden und damit amtierenden Bürgermeister gewählt. Das Schweriner Verwaltungsgericht entschied dann am 9. Juni 2011, dass die Bürgermeisterwahl 2009 gültig war. Heinze konnte also in sein Amt zurückkehren.
Die Bürgermeisterwahl am 25. Mai 2014 gewann Lutz Götze (SPD) mit 53,8 % der Wählerstimmen.  Am 26. Mai 2019 wurde er durch Stephan Korn (Kommunale Wählergemeinschaft Schönberg) mit 63,1 % der gültigen Stimmen abgelöst.
Seit 2024 ist wieder Lutz Götze Bürgermeister der Stadt Schönberg. Er wurde am 9. Juni 2024 mit 54,5 % der gültigen Stimmen gewählt. Seine Amtszeit beträgt fünf Jahre.

### Wappen
| Wappen der Stadt Schönberg | Blasonierung: „In einem von Blau über Gold und Rot geteilten Schild ein roter Herzschild, darin ein silbernes Hochkreuz, überhöht von einer goldenen Fürstenkrone.“ |
| Wappen der Stadt Schönberg | Wappenbegründung: Das Wappen ist in Anlehnung an das Siegelbild der Stadt Schönberg von 1822 durch Carl Teske 1884 gezeichnet worden. Es erinnert mit dem Herzschild, dem Wappen des einstigen Fürstentums Ratzeburg, an die frühere Zugehörigkeit Schönbergs zu dem aus dem 1648 säkularisierten Stiftsland des Bistums Ratzeburg hervorgegangenen Fürstentum. Die Plätze des Hauptschildes verweisen in ihrer Tingierung auf die mecklenburgischen Landesfarben und damit auf die Zugehörigkeit Schönbergs zu Mecklenburg. Das Wappen wurde 1997 im Zuge der Flaggengenehmigung, nach der Wappenzeichnung von Carl Teske (1884), von Michael Zapfe neu gezeichnet und unter der Nr. 139 der Wappenrolle des Landes Mecklenburg-Vorpommern registriert. |

Historisches Wappen
| Wappen der Stadt Schönberg 1943–1945 | Blasonierung: „In Rot eine aus dem Unterrand hervorkommende silberne Tyr-Rune.“ |
| Wappen der Stadt Schönberg 1943–1945 | Wappenbegründung: Das Wappen verlor schon bald nach dem Ende des II. Weltkrieges seine Gültigkeit. Das Wappen wurde von Hans Herbert Schweitzer gestaltet. Es wurde am 1. Oktober 1943 durch den Reichsstatthalter in Mecklenburg verliehen. |

### Flagge
Die Flagge wurde von dem Weimarer Heraldiker Michael Zapfe gestaltet und am 22. Oktober 1997 durch das Ministerium des Innern genehmigt.
Die Flagge ist gleichmäßig längs gestreift von Blau, Gelb und Rot. In der Mitte des gelben Streifens liegt, auf jeweils ein Viertel der Höhe des blauen und des roten Streifens übergreifend, ein roter Schild mit einem schwebenden weißen Hochkreuz, das von einer gelben Fürstenkrone überhöht wird. Die Länge des Flaggentuchs verhält sich zur Höhe wie 3:2.

### Dienstsiegel
Das Dienstsiegel zeigt das Stadtwappen mit der Umschrift „STADT SCHÖNBERG • LANDKREIS NORDWESTMECKLENBURG“.

### Städtepartnerschaften
- Ratzeburg in Schleswig-Holstein, seit dem 3. Oktober 2005
- Färgelanda im Västra Götalands län.

## Sehenswürdigkeiten und Kultur

### Bauwerke und Denkmäler
- Altstadt

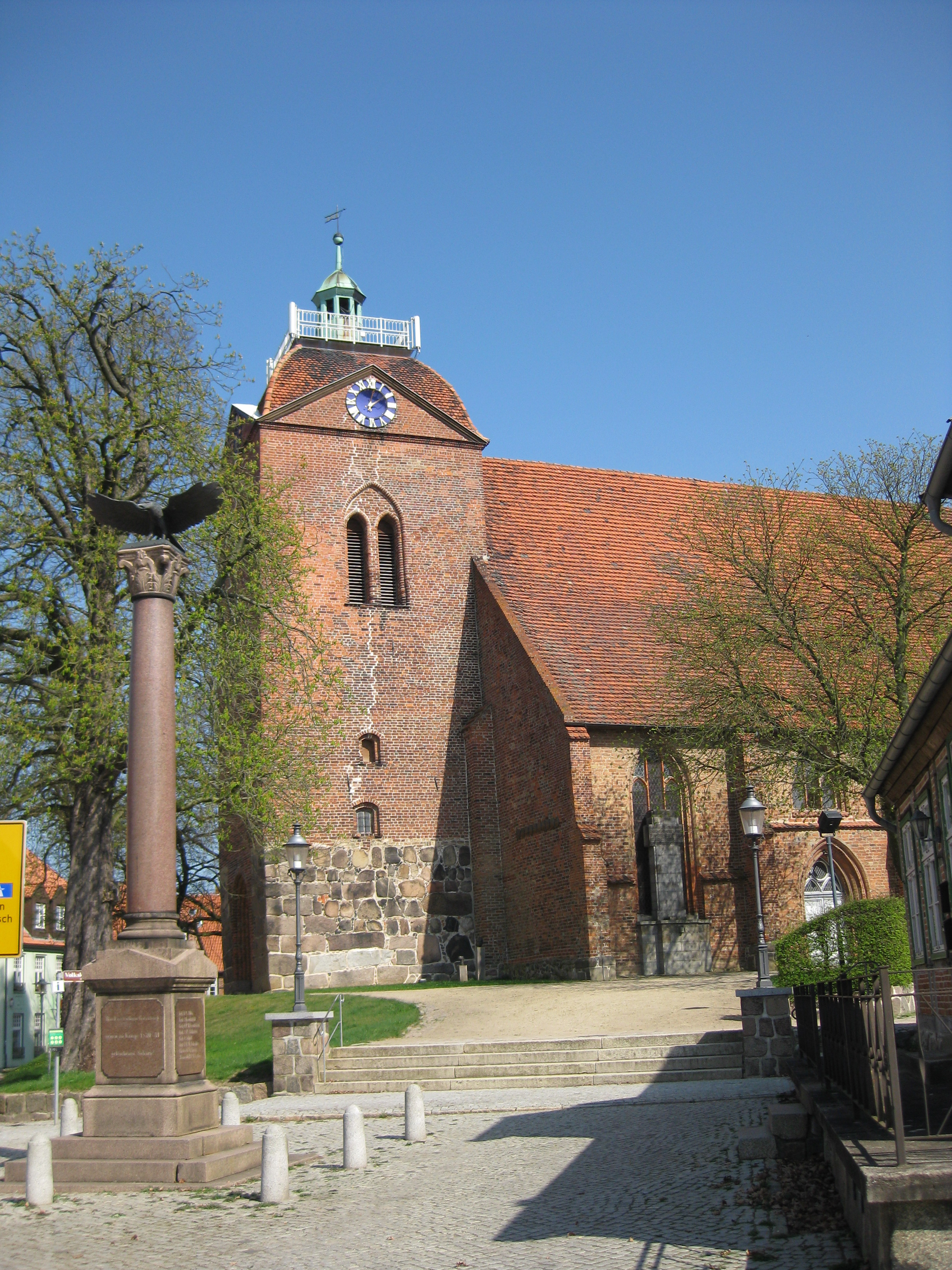
Stadtkirche St. Laurentius

- Rathaus, zweigeschossiges Fachwerkgiebelhaus unter einem Krüppelwalmdach, etwa 1800 errichtet. Zum Rathaus wurde es 1925 und dabei im Inneren stark verändert. Das Stadtwappen über dem Eingang wurde 1922 in Sgraffito-Technik ausgeführt.[25]
- St.-Laurentius-Kirche mit der historischen Winzer-Orgel von 1847, die bis heute als größte noch vorhandene Orgel Winzers fast vollständig original erhalten ist
- Lutherdenkmal an der St.-Laurentius-Kirche
- Spätgotische Mordwange (Sühnestein), ebenfalls an der Kirche
- Volkskundemuseum, dokumentiert die kulturelle Eigenständigkeit der Stadt im ehemaligen Fürstentum Ratzeburg
- Freilichtanlage des Bechelsdorfer Schulzenhauses von 1525
- Denkmal von 1951 im Stadtpark'für die Opfer des Faschismus
- Büste von Rudolf Hartmann (kommunistischer Landtagsabgeordneter und Heimatdichter, der 1945 im KZ Mauthausen ermordet wurde) vom Bildhauer Hans-Peter Jaeger aus dem Jahre 1985. Das Kunstwerk wurde geschändet und beschädigt, es befindet sich seit 1990 im Heimatmuseum.

### Regelmäßige Veranstaltungen
- Schönberger Musiksommer, seit 1987 jährlich in der St.-Laurentius-Kirche

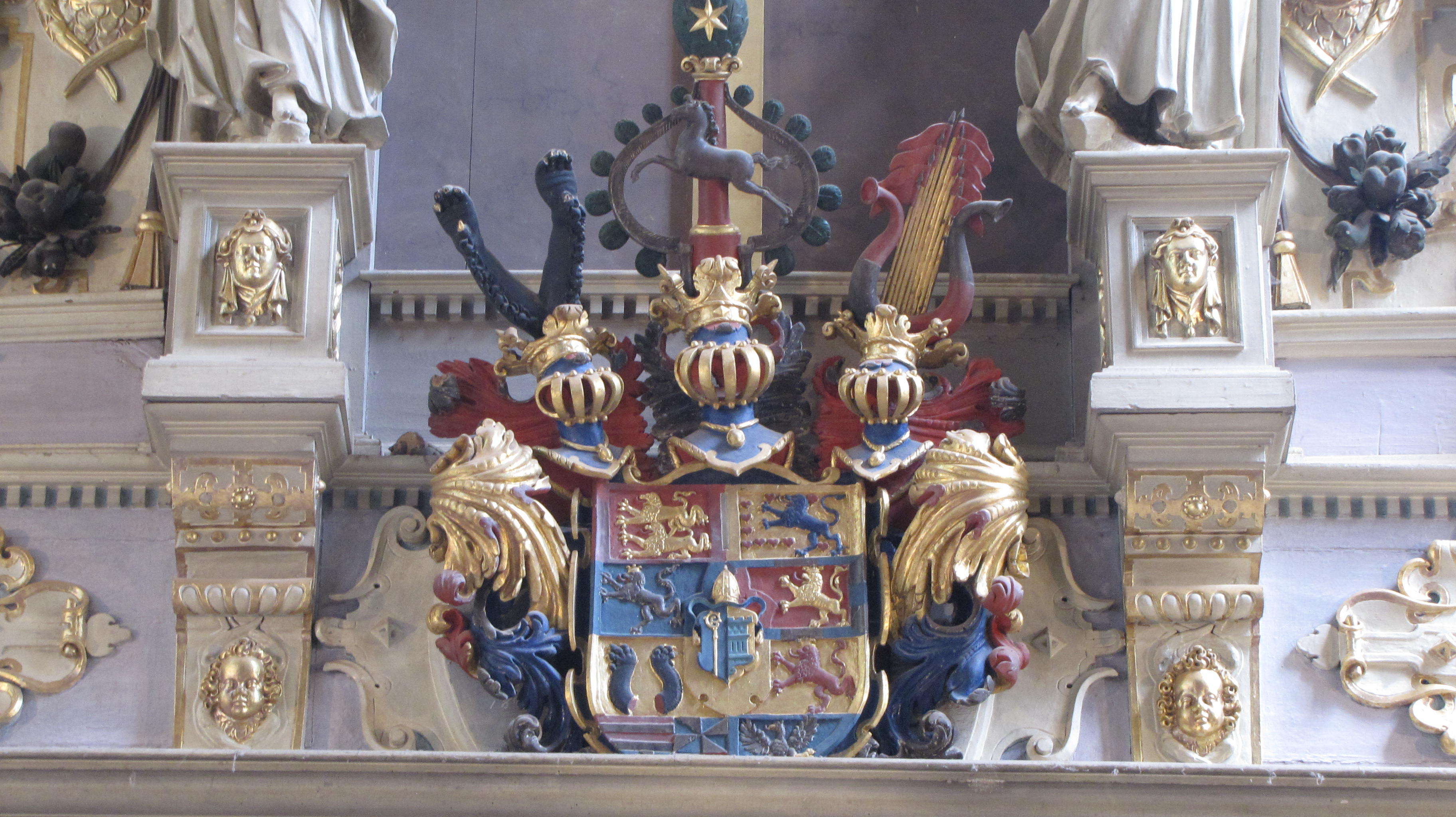
Wappen Augusts I. von Lüneburg über dem Altar der St.-Laurentius-Kirche
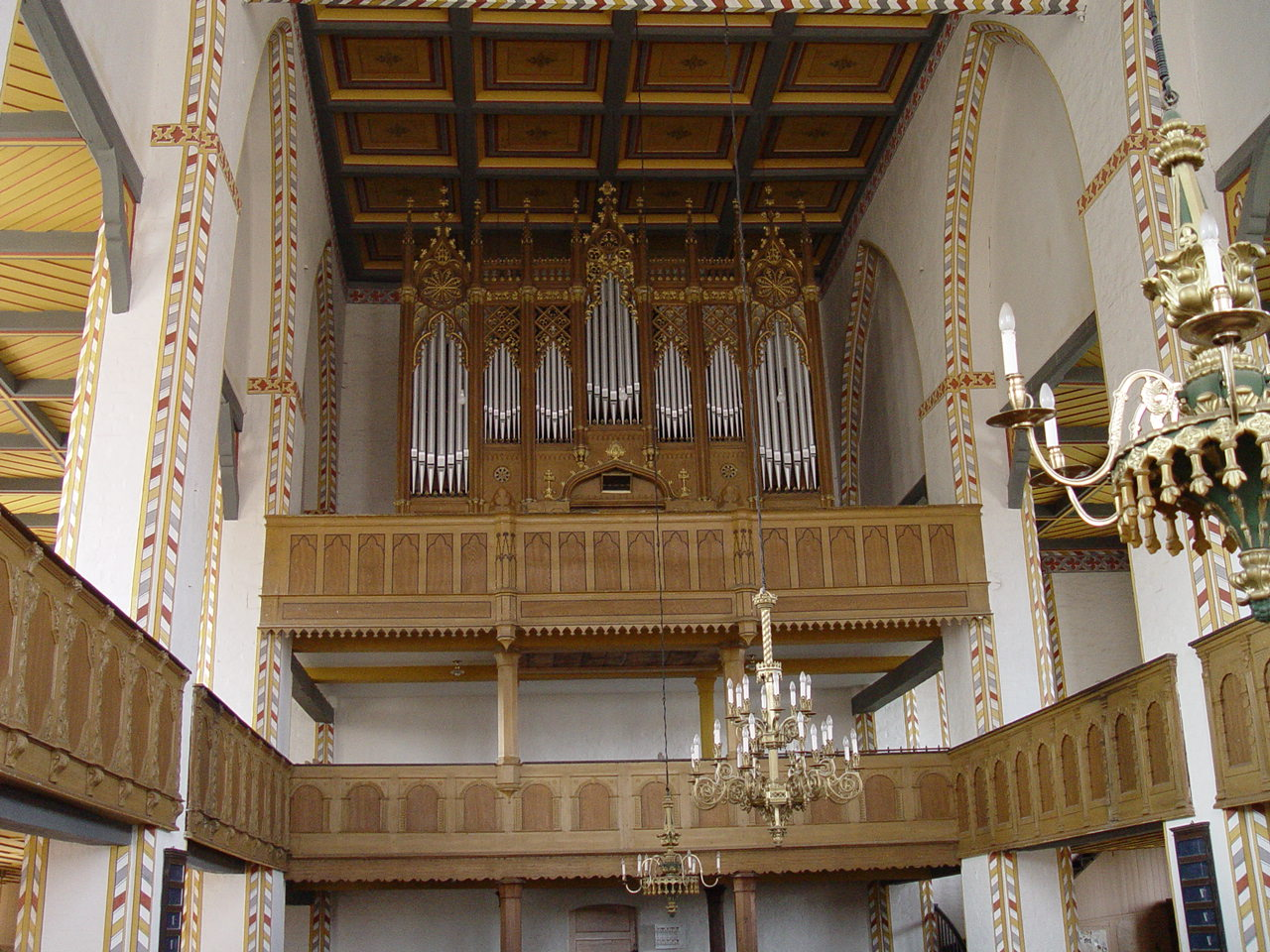
Winzer-Orgel von 1847
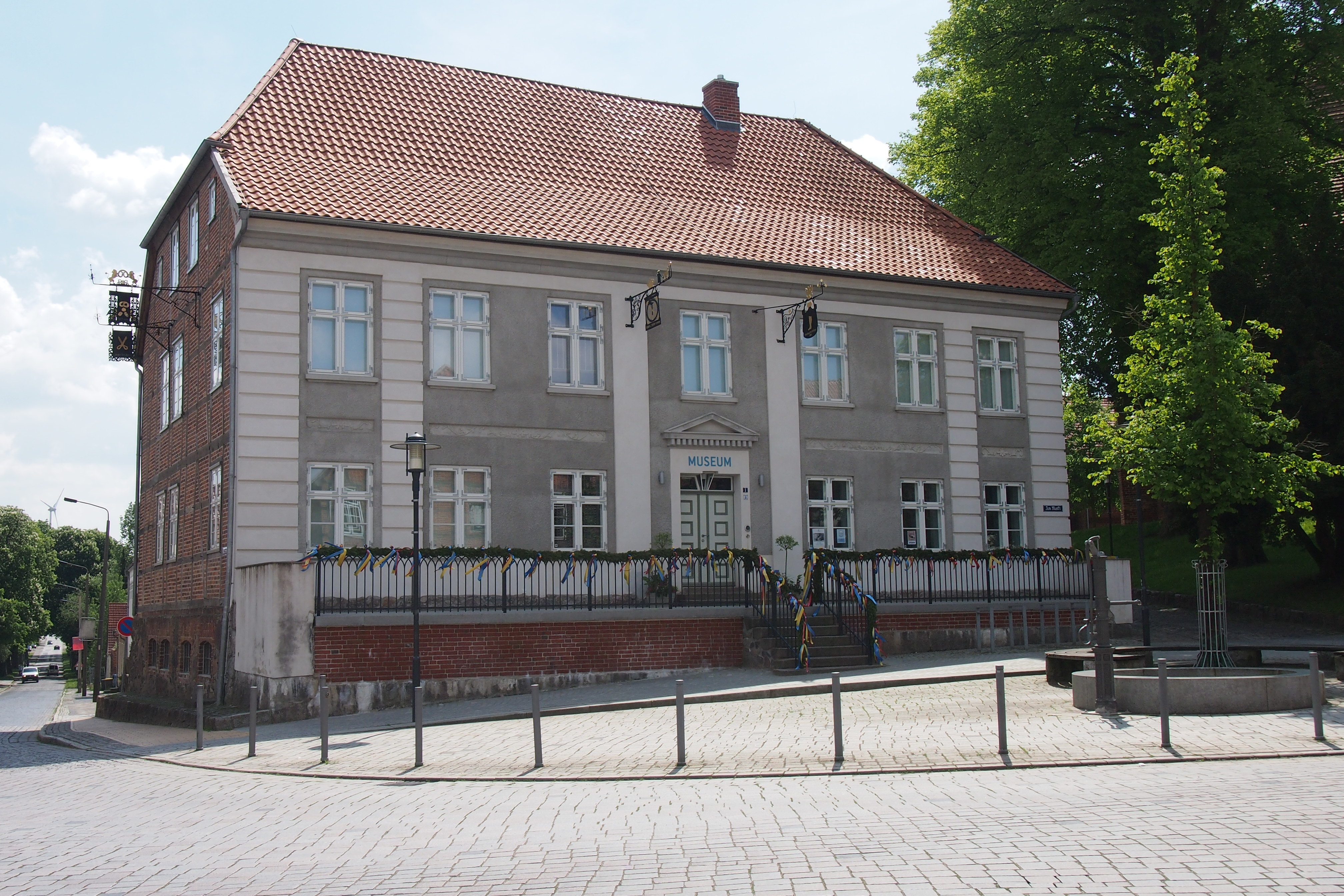
Volkskundemuseum
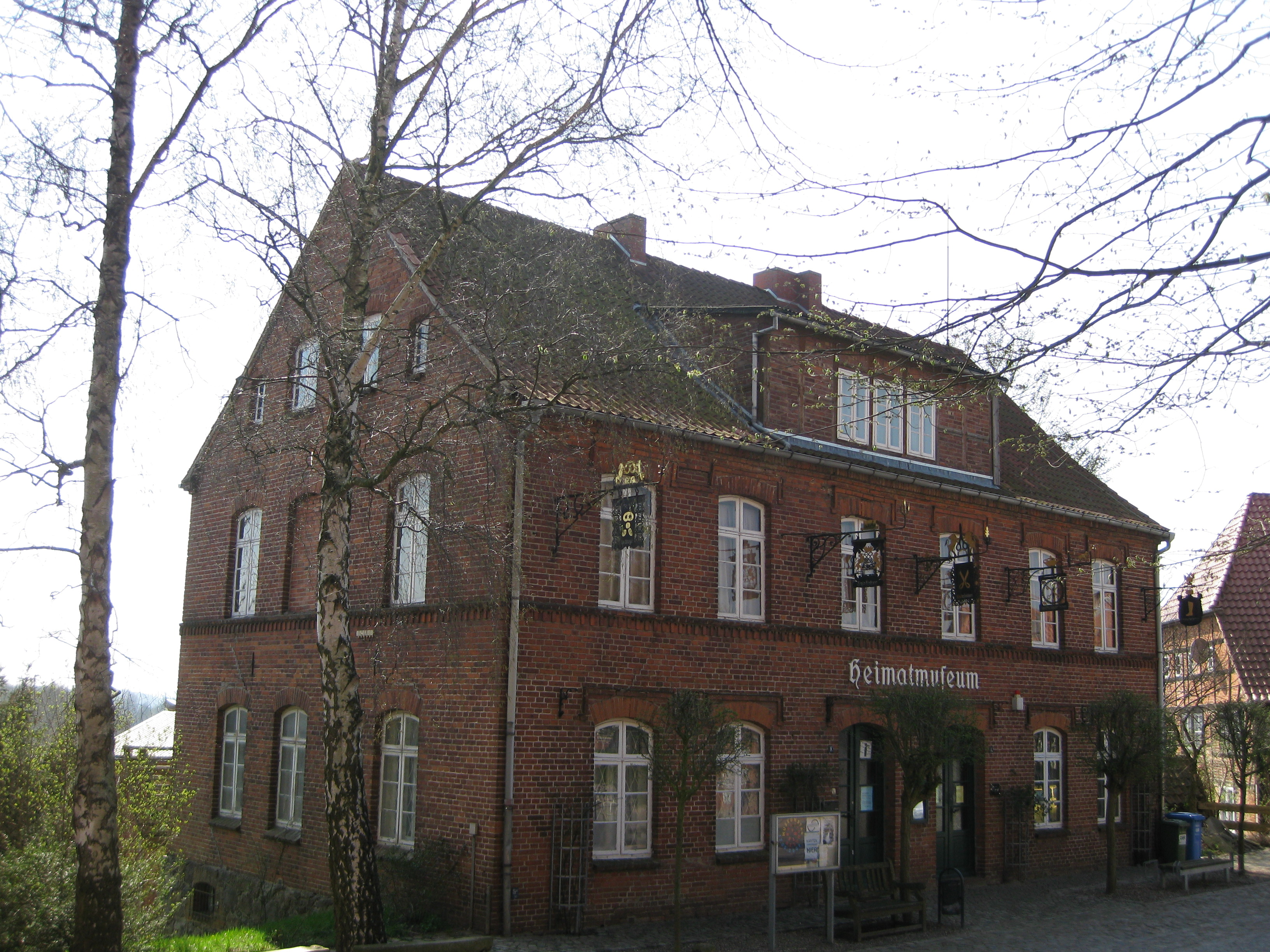
Ehemaliges Heimatmuseum
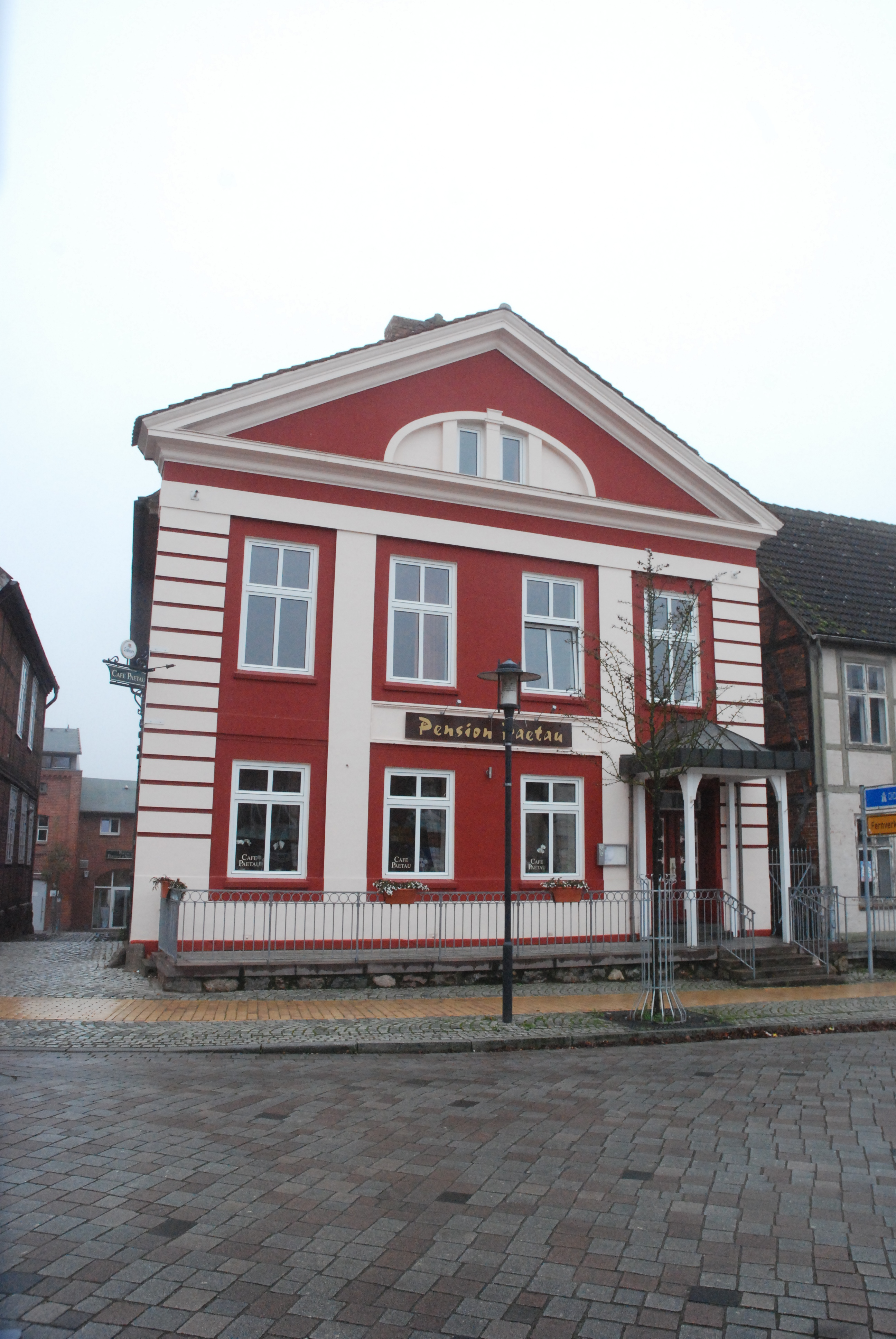
Marktpension
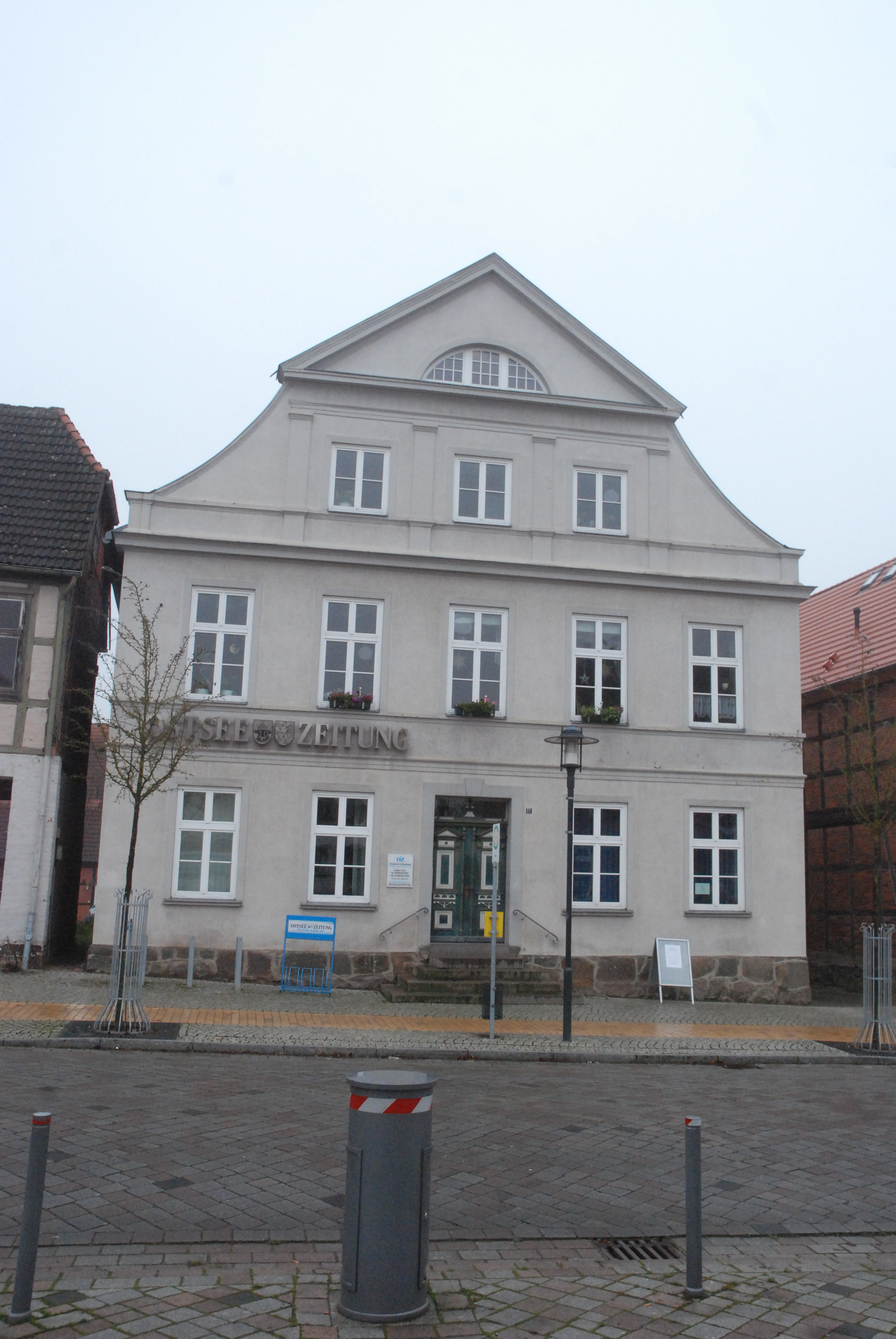
Redaktionshaus am Markt
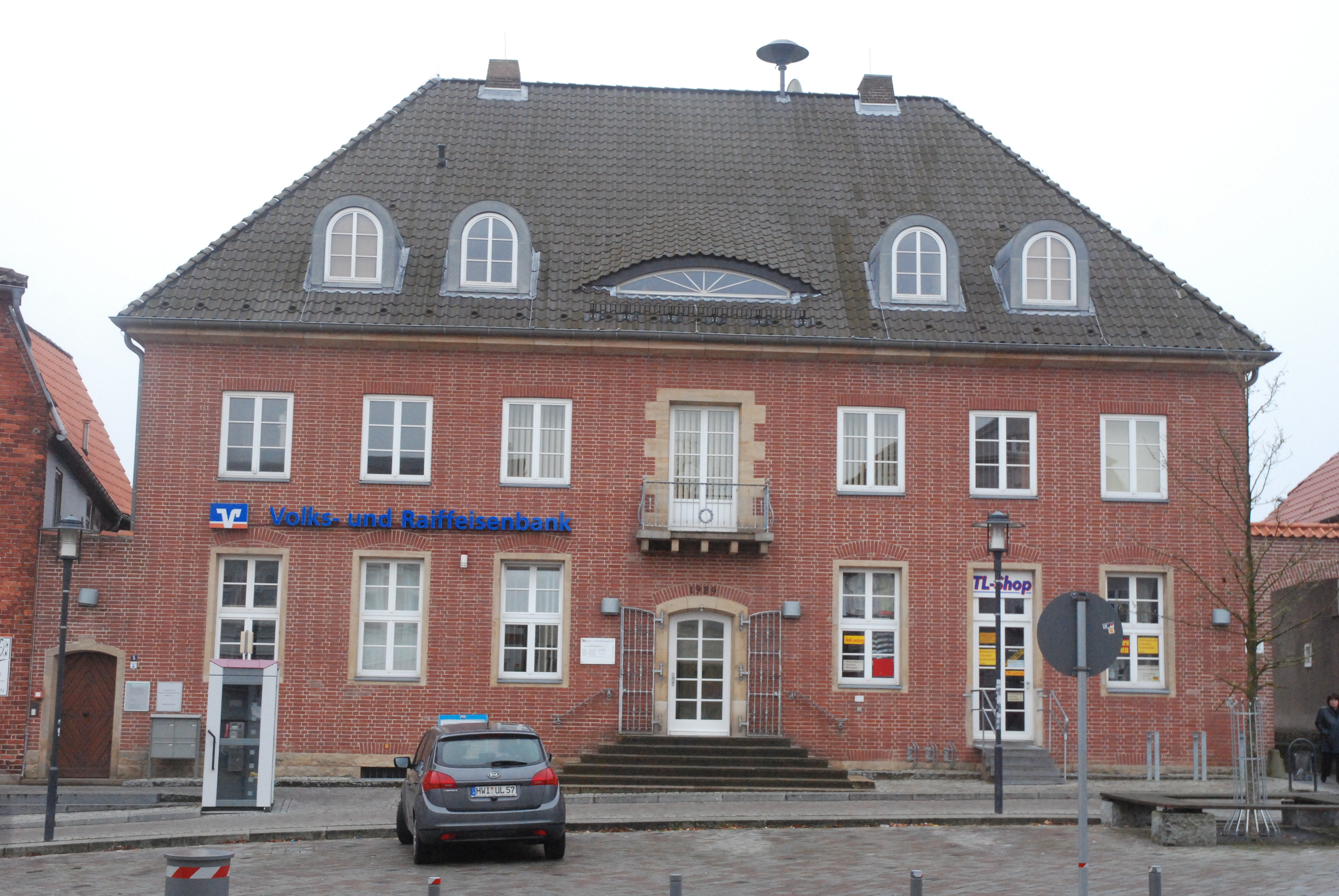
Alte Post
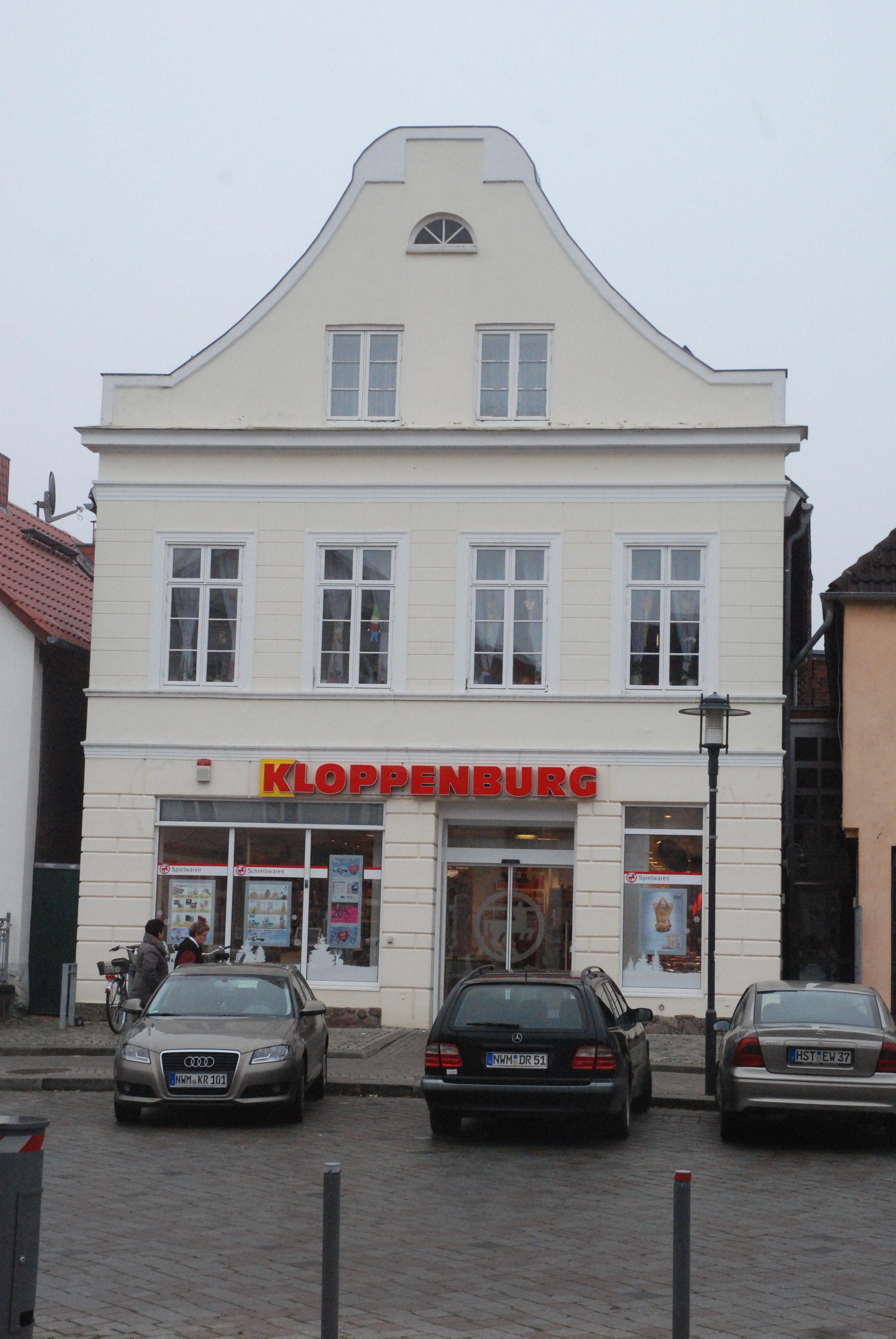
Giebelhaus Markt 3
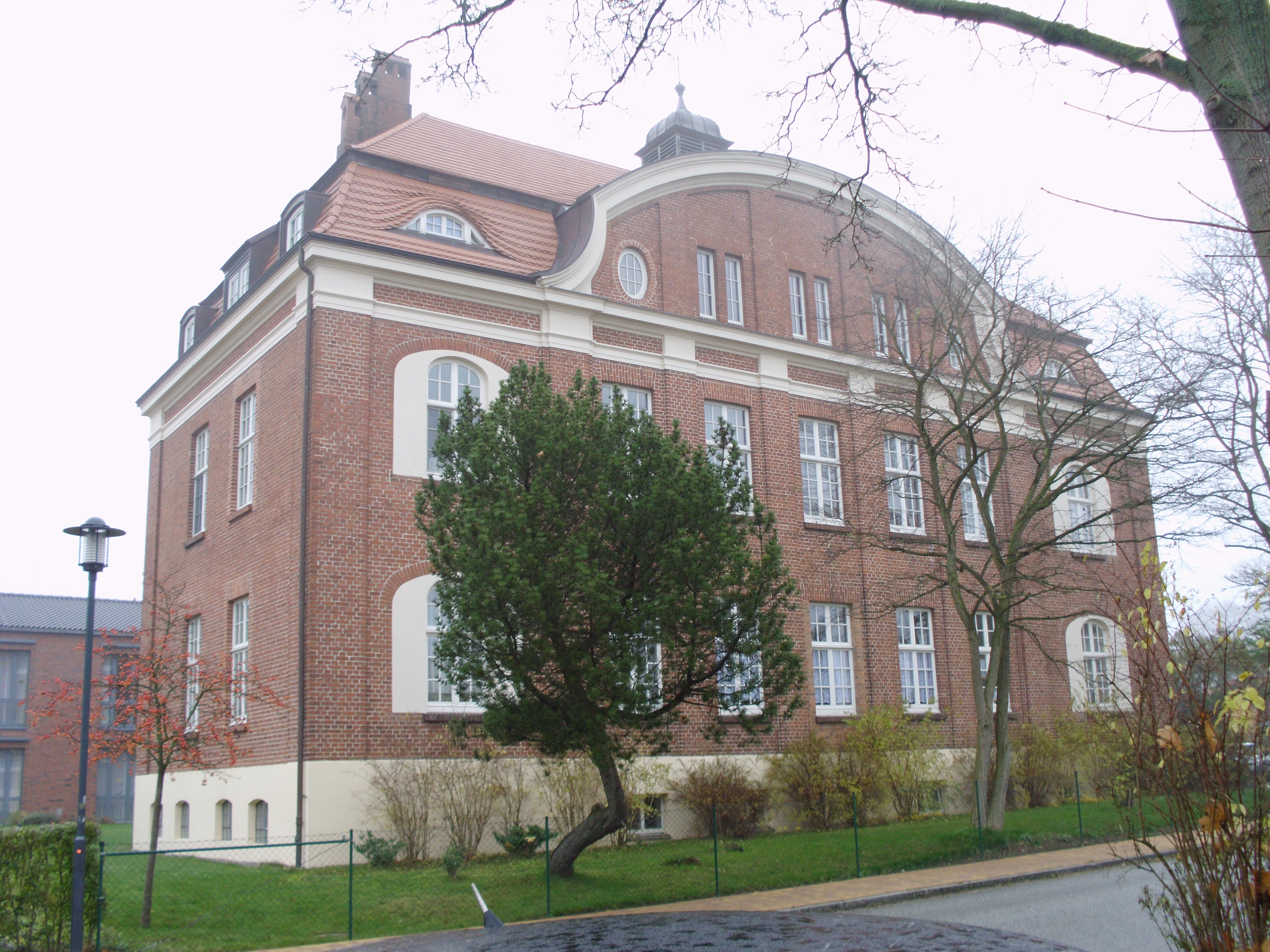
Ehemaliges Elisabeth-Krankenhaus
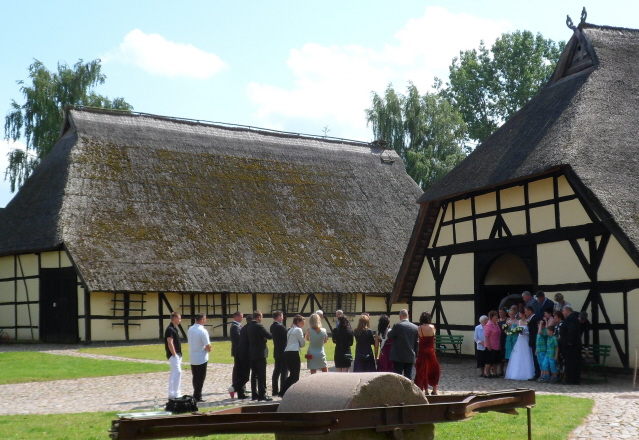
Bechelsdorfer Schulzenhof
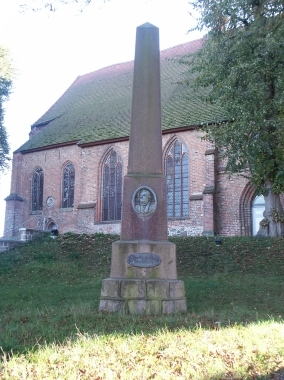
Lutherdenkmal mit Relief von Albert Manthe (1883)

## Wirtschaft und Infrastruktur

### Wirtschaft
Neben mittelständischen Unternehmen der Möbelproduktion (Fa. Palmberg) und der IT-Branche sowie dem Hersteller von Aerosol-Ventiltechnik (LINDAL Group) gibt es zahlreiche kleinere Handwerksunternehmen.

### Verkehr

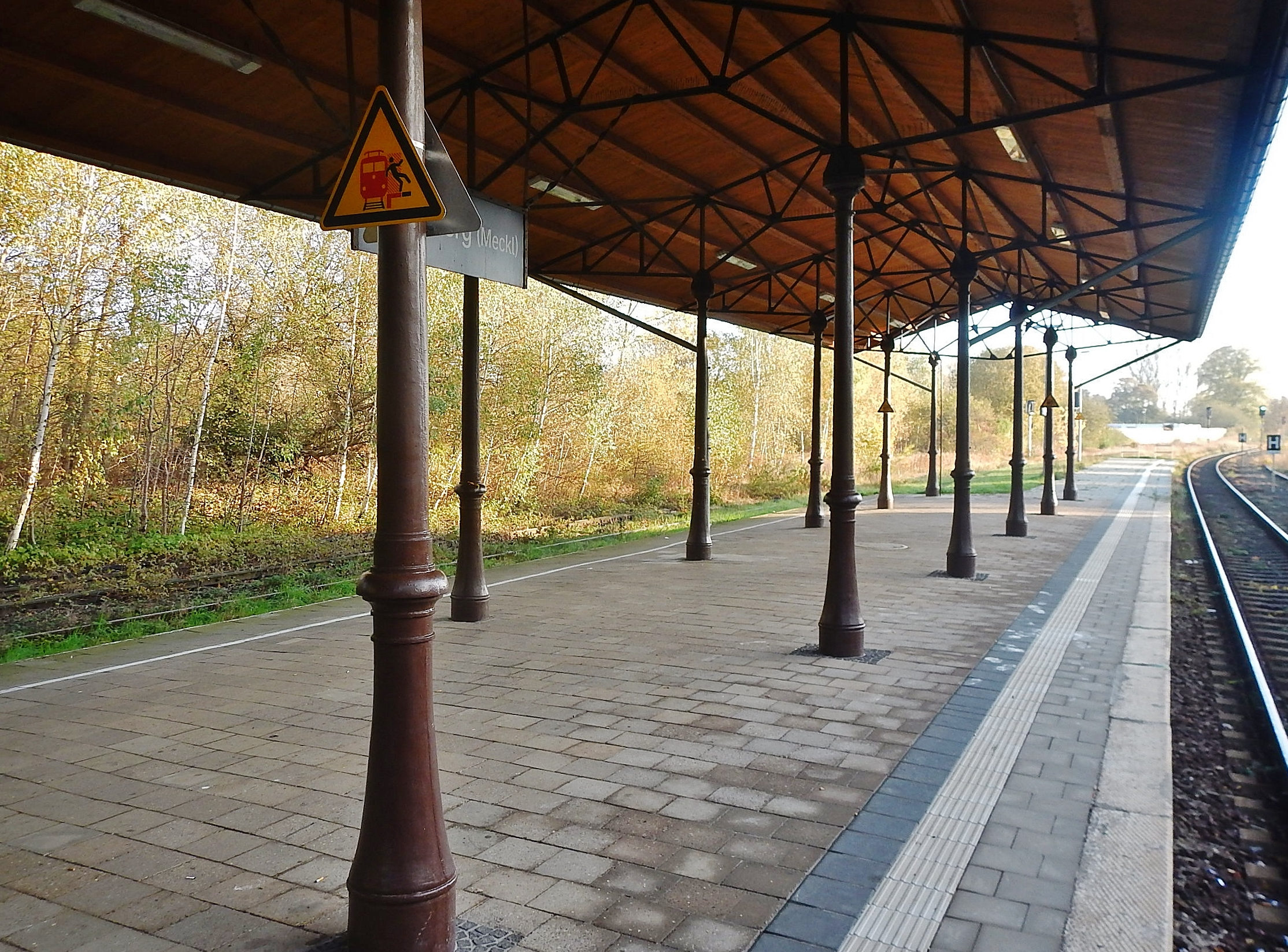
Bahnhof Schönberg (Meckl)

Schönberg liegt an der Bundesstraße 104 von Lübeck nach Schwerin und an der Landesstraße L 01 zwischen Dassow und Ratzeburg. Die nächstgelegene Autobahnanschlussstelle ist Schönberg an der Bundesautobahn 20 zwischen Lübeck und Wismar.
Der Bahnhof Schönberg (Meckl) an der Eisenbahnstrecke Lübeck–Bad Kleinen wird von der Regional-Express-Linie RE 4 (Lübeck–Stettin) bedient.
Der Verkehr auf der Bahnstrecke Schönberg–Dassow wurde 1951 eingestellt. Eine direkte Verbindung nach Schwerin war noch in den 1940er Jahren geplant worden, doch wurde das fehlende Verbindungsstück Schönberg–Rehna, von einigen Trassierungsarbeiten und Brückenbauten abgesehen, niemals fertiggestellt.
Der Flughafen Lübeck-Blankensee liegt etwa 15 Kilometer entfernt.

### Energie
In der Nähe des Ortsteils Sabow befinden sich zwei Windkraftanlagen des Typs Enercon E-82 E2 mit 2300 kW Nennleistung, 138 m Nabenhöhe und 82 m Rotordurchmesser. Die im Jahr 2010 fertiggestellten Windkraftanlagen sind die höchsten in Mecklenburg-Vorpommern. Im Jahr 2019 errichtet der Windpark-Projektierer BayWa r.e. acht weitere Windkraftanlagen der Firma Enercon mit einer Gesamthöhe von über 200 m im Rahmen eines Repowering-Projekts.
Nordwestlich der Stadt (zur Gemeinde Selmsdorf gehörig) befindet sich die Deponie Ihlenberg (auch bekannt als Deponie Schönberg), die seit 1977 betrieben wird und auf der seit vielen Jahren Hausmüll und Sondermüll behandelt und entsorgt werden.

### Bildung
- Ernst-Barlach-Gymnasium mit etwa 650 Schülern, 1823 aus der Ratzeburger Domschule hervorgegangenes Realprogymnasium mit Absolventen wie Werner Siemens und Ernst Barlach. Das Schulgebäude wurde 1928/29 unter Baurat W. Brückner im Stil der Heimatschutzarchitektur in Backstein errichtet.
- Grundschule am Oberteich, Gebäude von 1846
- Förderschule Anne Frank (Träger: Landkreis Nordwestmecklenburg)
- Evangelische Grundschule der Diakonie (seit 2006/07)

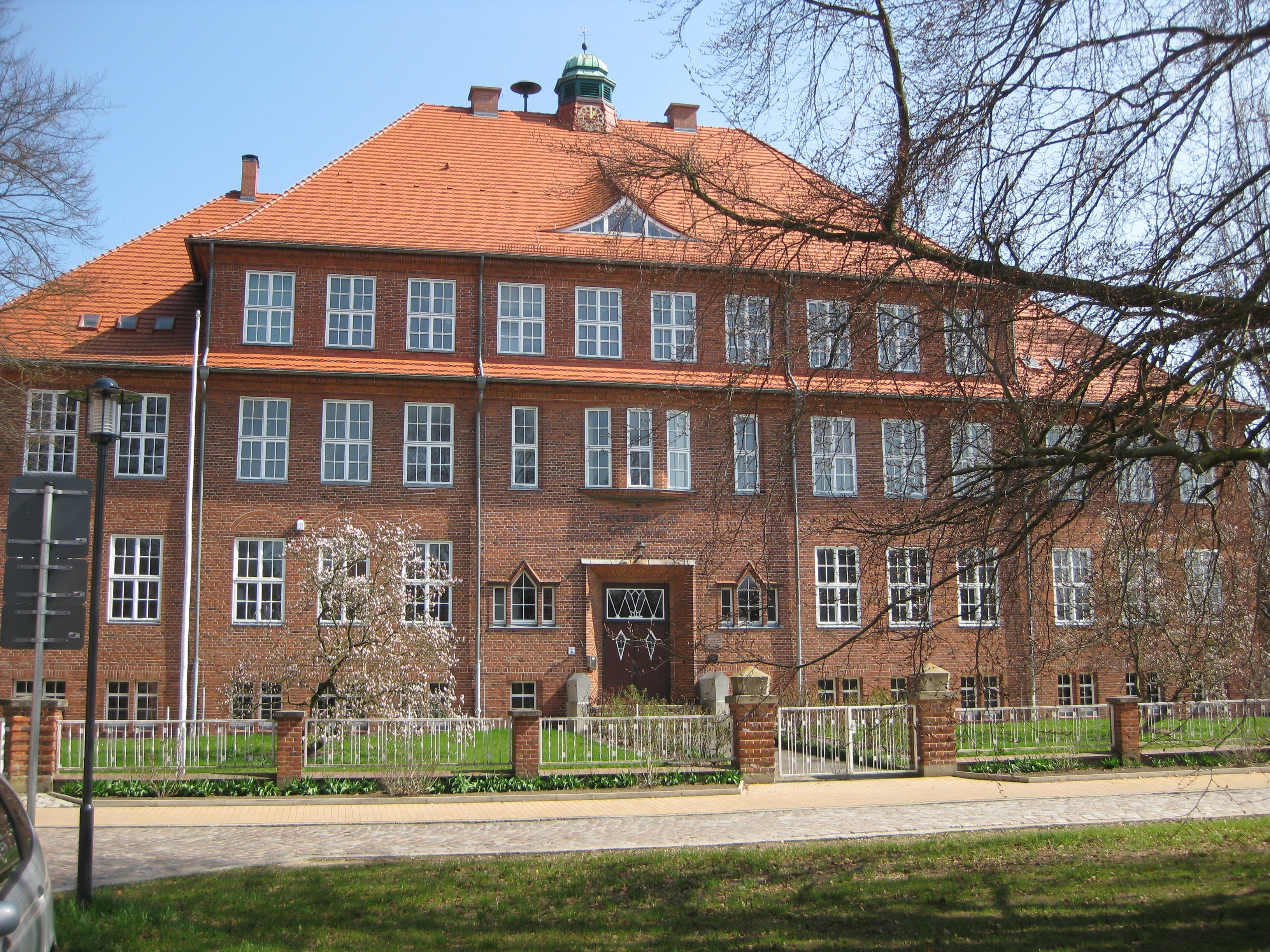
Ernst-Barlach-Gymnasium
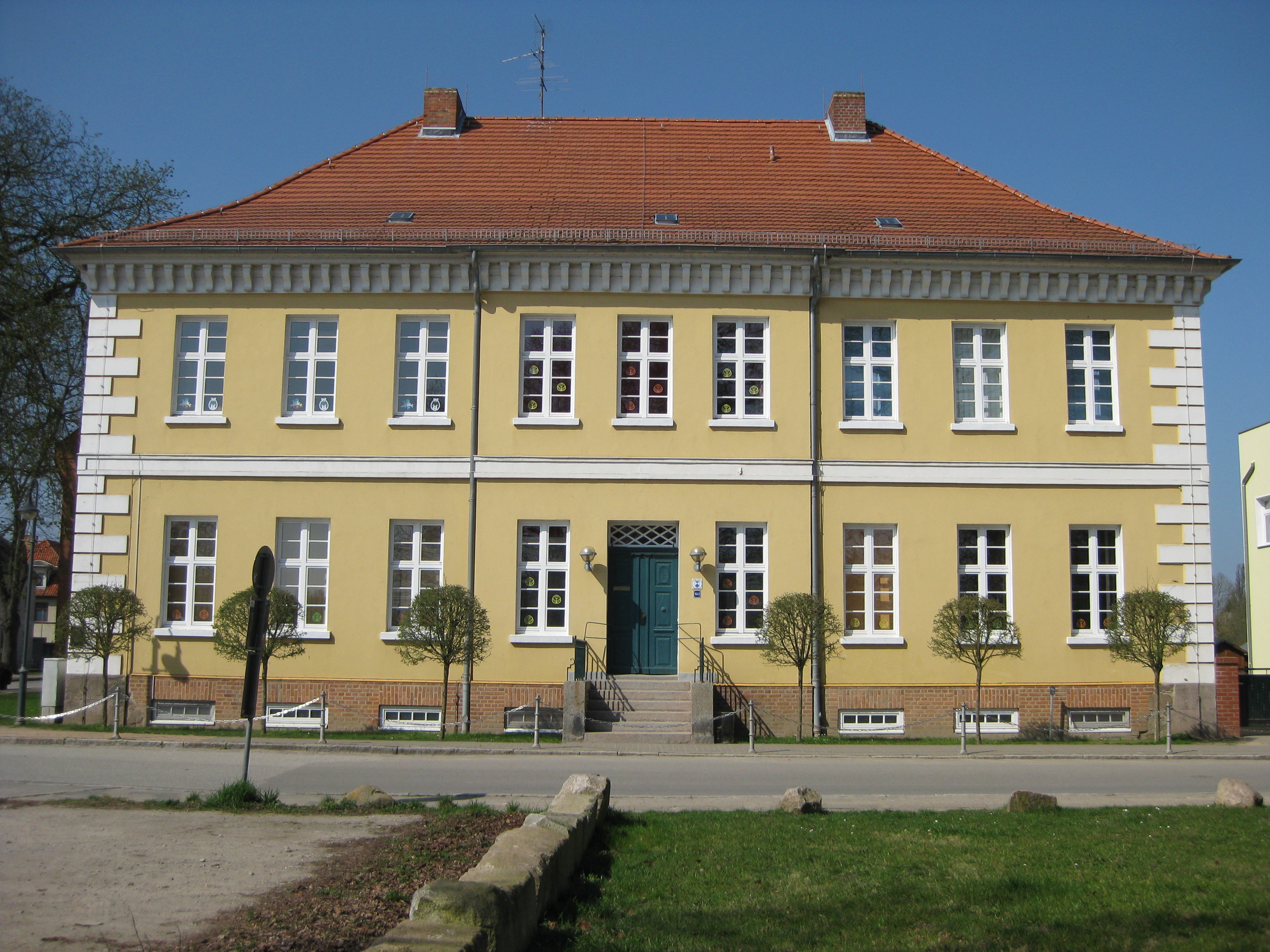
Grundschule am Oberteich

### Sport
Überregional bekannt wurde Schönberg durch seinen Fußballverein FC Schönberg 95, der von 1999 bis 2004 jedes Jahr als Landespokalsieger von Mecklenburg-Vorpommern die DFB-Pokal-Hauptrunde erreichte und nur an renommierten Gegnern wie Bayern München und dem Hamburger SV scheiterte. Die Mannschaft spielt in der Saison 2023/24 in der Verbandsliga Mecklenburg-Vorpommern.

## Persönlichkeiten

### Töchter und Söhne der Stadt
- Johann Albrecht von Mandelslo (1616–1644), Reisender
- Johann Friedrich Stapel (um 1620–1678), evangelisch-lutherischer Geistlicher und Autor von Erbauungsschriften
- Ludwig Christian Boccius (1791–1832), Dichter
- Gottlieb Matthias Carl Masch (1794–1878), Landeshistoriker, geboren in Schlagsdorf
- Bernhard Reinhold (1824–1892), Maler
- Johannes Boye (1840–1905), Kaufmann
- Paul Hempel (1847–1907), Hauptlehrer und Mitglied der lübeckischen Bürgerschaft
- Anna Saur (1868–1940), Landschafts- und Porträtmalerin
- Karl Erich Marung (1876–1961), Arzt und Ministerialbeamter
- Heinrich Krüger (1878–1964), Literaturhistoriker
- Gerhard Ringeling (1887–1951), Schriftsteller
- Heinrich Albert (1896–1971), Politiker (CDU)
- Karl Alfred Hall (1906–1974), Rechtswissenschaftler
- Werner Klatt (1948–2022), Ruderer
- Manfred Wimmer (* 1954), Fußballfunktionär
- Carolin Schilde (* 1964), Politikerin (SPD)
- Rita Schumacher (* 2000), Fußballspielerin

### Mit Schönberg verbundene Persönlichkeiten
- Friedrich Reinhold (1793–1858), Gerichtsrat in Schönberg
- Fritz von Eyben (1805–1889), Leiter der Amtsvogtei in Schönberg
- Carl Marung (1813–1890), Arzt, Ehrenbürger von Schönberg
- Ernst Werner von Siemens (1816–1892), Erfinder und Industrieller, ging ein Jahr lang zur Bürgerschule in Schönberg
- Friedrich Latendorf (1831–1898), Historiker, lebte in Schönberg
- Ludwig Bicker (1835–1914), 1873–1914 Bürgermeister von Schönberg
- Georg Krüger-Haye (1864–1941), Pastor in Schönberg
- Fritz Buddin (1867–1946), Kirchenmusiker und Museumsleiter in Schönberg
- Ernst Barlach (1870–1938), Bildhauer, verbrachte hier seine Kindheitsjahre
- Karl Koch (1879–1965), Politiker (CDU) und Bürgermeister von Schönberg
- Christoph D. Minke (* 1965), Kirchenmusiker und künstlerischer Leiter des Schönberger Musiksommers
- Felix Jaehn (bürgerlich Felix Jähn) (* 1994), DJ und Musikproduzent, legte am Ernst-Barlach-Gymnasium sein Abitur ab